# Leucotabanus pauculus
Leucotabanus pauculus är en tvåvingeart som beskrevs av David Fairchild 1951. Leucotabanus pauculus ingår i släktet Leucotabanus och familjen bromsar. Inga underarter finns listade i Catalogue of Life.